# Mistrovství světa v plážovém fotbale 1998
Mistrovství světa v plážovém fotbale 1998 bylo 4. ročníkem MS v plážovém fotbale, které se konalo v brazilském městě Rio de Janeiro na pláži Copacabana v období od 18. do 25. ledna 1998. Účastnilo se ho 10 týmů, které byly rozděleny do 2 skupin po 5 týmech. Ze skupiny postoupily do vyřazovací fáze první a druhý celek. Vyřazovací fáze zahrnovala 4 zápasy. Brazílie postoupila do finále, ve kterém porazila Francii 9:2 a počtvrté tak vyhrála mistrovství světa. Poprvé se stalo že byl ve finále Mistrovství světa Evropský tým. Nováčky turnaje byly týmy Španělska, Peru a Chile.

## Stadion
Mistrovství se odehrálo na jednom stadionu v jednom hostitelském městě: Copacabana Beach Soccer Arena (Rio de Janeiro).
| Rio de Janeiro                  |
| ------------------------------- |
| Copacabana Beach Soccer Arena   |
| Kapacita: 10 000 Rio de Janeiro |

## Týmy
Na tento turnaj se nehrála žádná kvalifikace, týmy byly pozvány. Afrika, Asie a Oceánie nebyly zastoupeny žádným týmem. 
| - Severní, Střední Amerika a Karibik (CONCACAF) - USA - Jižní Amerika (CONMEBOL) - Argentina - Uruguay - Peru - Chile |  | - Evropa (UEFA) - Portugalsko - Itálie - Francie - Španělsko - Hostitel - Brazílie |

## Zápasy

### Skupinová fáze
| Vysvětlivky                                          |
| ---------------------------------------------------- |
| Týmy na prvních dvou místech postupují do semifinále |
| Vítěz zápasu je tučně zvýrazněn                      |

#### Skupina A
| Tým       | Z | V | R | P | VG | IG | +/− | B  |
| --------- | - | - | - | - | -- | -- | --- | -- |
| Brazílie  | 4 | 4 | 0 | 0 | 38 | 6  | +32 | 12 |
| Peru      | 4 | 3 | 0 | 1 | 21 | 23 | −2  | 9  |
| Španělsko | 4 | 2 | 0 | 2 | 17 | 22 | −5  | 6  |
| Argentina | 4 | 1 | 0 | 3 | 13 | 19 | −6  | 3  |
| Itálie    | 4 | 0 | 0 | 4 | 12 | 31 | −19 | 0  |

| 18. ledna 1998 |        |        |                 |
| Brazílie       | 14 : 1 | Itálie | Pláž Copacabana |
|                |        |        | Pláž Copacabana |

| 18. ledna 1998 |       |      |                 |
| Argentina      | 4 : 5 | Peru | Pláž Copacabana |
|                |       |      | Pláž Copacabana |

| 19. ledna 1998 |       |      |                 |
| Brazílie       | 9 : 2 | Peru | Pláž Copacabana |
|                |       |      | Pláž Copacabana |

| 19. ledna 1998 |       |        |                 |
| Španělsko      | 4 : 3 | Itálie | Pláž Copacabana |
|                |       |        | Pláž Copacabana |

| 20. ledna 1998 |       |        |                 |
| Peru           | 7 : 4 | Itálie | Pláž Copacabana |
|                |       |        | Pláž Copacabana |

| 20. ledna 1998 |       |           |                 |
| Španělsko      | 5 : 2 | Argentina | Pláž Copacabana |
|                |       |           | Pláž Copacabana |

| 21. ledna 1998 |       |           |                 |
| Brazílie       | 5 : 1 | Argentina | Pláž Copacabana |
|                |       |           | Pláž Copacabana |

| 21. ledna 1998 |       |           |                 |
| Peru           | 7 : 6 | Španělsko | Pláž Copacabana |
|                |       |           | Pláž Copacabana |

| 22. ledna 1998 |       |        |                 |
| Argentina      | 6 : 4 | Itálie | Pláž Copacabana |
|                |       |        | Pláž Copacabana |

| 22. ledna 1998 |        |           |                 |
| Brazílie       | 10 : 2 | Španělsko | Pláž Copacabana |
|                |        |           | Pláž Copacabana |

#### Skupina B
| Tým         | Z | V | R | P | VG | IG | +/− | B |
| ----------- | - | - | - | - | -- | -- | --- | - |
| Francie     | 4 | 3 | 0 | 1 | 17 | 15 | +2  | 9 |
| Uruguay     | 4 | 2 | 0 | 2 | 15 | 17 | −2  | 6 |
| Portugalsko | 4 | 2 | 0 | 2 | 22 | 13 | +9  | 6 |
| USA         | 4 | 2 | 0 | 2 | 13 | 14 | −1  | 6 |
| Chile       | 4 | 1 | 0 | 3 | 14 | 22 | −8  | 3 |

| 18. ledna 1998 |        |       |                 |
| Portugalsko    | 11 : 1 | Chile | Pláž Copacabana |
|                |        |       | Pláž Copacabana |

| 18. ledna 1998 |       |         |                 |
| USA            | 4 : 2 | Uruguay | Pláž Copacabana |
|                |       |         | Pláž Copacabana |

| 19. ledna 1998 |       |         |                 |
| Chile          | 5 : 1 | Uruguay | Pláž Copacabana |
|                |       |         | Pláž Copacabana |

| 19. ledna 1998 |       |     |                 |
| Francie        | 4 : 3 | USA | Pláž Copacabana |
|                |       |     | Pláž Copacabana |

| 20. ledna 1998 |       |             |                 |
| Francie        | 3 : 2 | Portugalsko | Pláž Copacabana |
|                |       |             | Pláž Copacabana |

| 20. ledna 1998 |       |       |                 |
| USA            | 4 : 3 | Chile | Pláž Copacabana |
|                |       |       | Pláž Copacabana |

| 21. ledna 1998 |       |       |                 |
| Francie        | 6 : 5 | Chile | Pláž Copacabana |
|                |       |       | Pláž Copacabana |

| 21. ledna 1998 |       |             |                 |
| Uruguay        | 7 : 4 | Portugalsko | Pláž Copacabana |
|                |       |             | Pláž Copacabana |

| 22. ledna 1998 |       |     |                 |
| Portugalsko    | 5 : 2 | USA | Pláž Copacabana |
|                |       |     | Pláž Copacabana |

| 22. ledna 1998 |       |         |                 |
| Uruguay        | 5 : 4 | Francie | Pláž Copacabana |
|                |       |         | Pláž Copacabana |

## Vyřazovací fáze
|  | Semifinále | Semifinále     | Semifinále |  |  | Finále      | Finále      | Finále      |
|  |            |                |            |  |  |             |             |             |
|  |            | Francie (pen.) | 4 (2)      |  |  |             |             |             |
|  |            | Peru           | 4 (1)      |  |  |             |             |             |
|  |            |                |            |  |  |             | Brazílie    | 9           |
|  |            |                |            |  |  |             | Francie     | 2           |
|  |            | Brazílie       | 5          |  |  |             |             |             |
|  |            | Uruguay        | 1          |  |  | Třetí místo | Třetí místo | Třetí místo |
|  |            |                |            |  |  |             | Uruguay     | 6           |
|  |            |                |            |  |  |             | Peru        | 3           |

#### Semifinále
| 24. ledna 1998 |                  |      |                 |
| Francie        | 4 : 4 2 : 1 pen. | Peru | Pláž Copacabana |
|                |                  |      | Pláž Copacabana |

| 24. ledna 1998 |       |         |                 |
| Brazílie       | 5 : 1 | Uruguay | Pláž Copacabana |
|                |       |         | Pláž Copacabana |

#### O 3. místo
| 25. ledna 1998 |       |      |                 |
| Uruguay        | 6 : 3 | Peru | Pláž Copacabana |
|                |       |      | Pláž Copacabana |

#### Finále
| 25. ledna 1998 |       |         |                 |
| Brazílie       | 9 : 2 | Francie | Pláž Copacabana |
|                |       |         | Pláž Copacabana |